# Stühlingen
Stühlingen es una pequeña ciudad en el distrito de Waldshut en el sur de Baden-Wurtemberg, Alemania. Está ubicado en el valle del Wutach en la frontera con Suiza. Por encima de Stühlingen destaca el castillo de Hohenlupfen.